# صدا (مجموعه تلویزیونی)
صدا (کره‌ای: 보이스؛ انگلیسی: Voice) یک مجموعه تلویزیونی محصول کره جنوبی با بازی لی هانا، جانگ هیوک (فصل ۱)، لی جین ووک (فصل ۲ و ۳) و سونگ سونگ هون (فصل ۴) است و داستان زندگی افراد در مرکز تماس اضطراری ۱۱۲ را دنبال می‌کند و اعضای تیم اعزامی با توجه به صداهایی که می‌شنوند با جرایم مبارزه می‌کنند. فصل اول این مجموعه از ۱۳ ژانویه ۲۰۱۷ از اوسی‌ان پخش شد و در ۱۲ مارس به پایان رسید. فصل دوم از ۱۱ اوت تا ۱۶ سپتامبر ۲۰۱۸ پخش شد. فصل سوم از ۱۱ مه تا ۳۰ ژوئن ۲۰۱۹ پخش شد. فصل چهارم از ۱۸ ژوئن تا ۳۱ ژوئیه ۲۰۲۱، روزهای جمعه و شنبه ساعت ۲۲:۵۰ (کی‌اس‌تی) از تی‌وی‌ان پخش شد.

## بررسی اجمالی مجموعه
| فصل | قسمت‌ها | قسمت‌ها | تاریخ اصلی روی آنتن رفتن | تاریخ اصلی روی آنتن رفتن | تاریخ اصلی روی آنتن رفتن | زمان پخش                          |
| فصل | قسمت‌ها | قسمت‌ها | اولین بار                | آخرین بار                | شبکه                     | زمان پخش                          |
| --- | ------ | ------ | ------------------------ | ------------------------ | ------------------------ | --------------------------------- |
| ۱   | ۱۶     | ۱۶     | ۱۴ ژانویه ۲۰۱۷           | ۱۲ فوریه ۲۰۱۷            | اوسی‌ان                   | شنبه و یکشنبه ساعت ۲۲:۰۰ (کی‌اس‌تی) |
| ۲   | ۱۲     | ۱۲     | ۱۱ اوت ۲۰۱۸              | ۱۶ سپتامبر ۲۰۱۸          | اوسی‌ان                   | شنبه و یکشنبه ساعت ۲۲:۲۰ (کی‌اس‌تی) |
| ۳   | ۱۶     | ۱۶     | ۱۱ مه ۲۰۱۹               | ۳۰ ژوئن ۲۰۱۹             | اوسی‌ان                   | شنبه و یکشنبه ساعت ۲۲:۲۰ (کی‌اس‌تی) |
| ۴   | ۱۴     | ۱۴     | ۱۸ ژوئن ۲۰۲۱             | ۳۱ ژوئیه ۲۰۲۱            | تی‌وی‌ان                   | جمعه و شنبه ساعت ۲۲:۵۰ (کی‌اس‌تی)   |

## بازیگران

### اصلی
- لی هانا در نقش کانگ کوان جو
  - چوی میونگ بین در نقش جوانی کانگ کوان جو[۸]
- جانگ هیوک در نقش مو جین هیوک (فصل ۱)
- لی جین ووک در نقش دو کانگ وو (فصل ۲–۳)[۹]
  - به کانگ یو در نقش جوانی دو کانگ وو/کوسوکه ماتسودا (فصل ۳)
- سونگ سونگ هون در نقش درک جو (فصل ۴)
  - جونگ هیون جون در نقش جوانی درک جو[۱۰]

### مکمل

#### فصل ۱
تیم زمان طلایی مرکز گزارش ۱۱۲
- بک سونگ هیون در نقش شیم ده شیک
- یه‌سونگ در نقش اوه هیون هو
- سون اون سو در نقش پارک اون سو
- کوان هیونگ جونگ در نقش چون سانگ پیل

پلیس
- لی هه یونگ در نقش جانگ کیونگ هاگ
- جو یونگ جین در نقش به بیونگ گون
- کیم جونگ کی در نقش پارک جونگ کی
- سونگ بو گون در نقش گو گوانگ سو
- بک چون کی در نقش کیم پیونگ جو

شخصیت‌های پرونده‌ها
(قسمت ۱)
- اوه یون آه در نقش هو جی هه
- سون جونگ هاک در نقش کانگ کوک هوا
- هوانگ سانگ هیوک در نقش گو دونگ چول
- کیم جه ووک در نقش مو ته گو
  - سونگ سونگ هان در نقش جوانی مو ته گو

(قسمت ۱–۲)
- کیم ته هان در نقش جو گوانگ چون
- جون سو جین در نقش پارک بوک نیم

(قسمت ۲–۳)
- به جونگ هوا در نقش اوه سو جین
- چوی سونگ هون در نقش سون آه رام
- کوان بیونگ گیل در نقش بک سونگ هاک

(قسمت ۴–۶)
- لی جو سونگ در نقش هوانگ کیونگ ایل
  - جونگ جون وون در نقش جوانی هوانگ کیونگ ایل
- هان بو به در نقش پارک اون بیول
- کیم جی هون در نقش وو بونگ گیل

(قسمت ۶–۸)
- لی یونگ نیو در نقش پارک بوک سون / شیم چون اوک
- یون کیونگ هو در نقش یون پیل به
- پارک اون یونگ در نقش بانگ مال نیون
- شین سونگ هوان در نقش شیم یونگ وون

(قسمت ۹–۱۰)
- کیم هو یونگ در نقش یانگ هو شیک

(قسمت ۱۱–۱۲)
- هونگ سونگ دوک در نقش بک جین گو
- یو مو یونگ در نقش بیون سانگ آن / کانگ هیون پال
- جو وان گی در نقش کیم گیو هوان
- لی نا یون در نقش سه بوم

(قسمت ۱۴–۱۵)
- پارک نو شیک در نقش پارک جونگ وو
- اوه چو هی در نقش نا جونگ اون
- مین جونگ سوب در نقش جونگ چول هو، شوهر نا جونگ اون
- کیم هیون در نقش ایم می هو
- کیم جون هیوک در نقش پسر ایم می هو

#### فصل ۲
- کوان یول در نقش بانگ جه سو[۱۱]
- سون اون سو در نقش پارک اون سوr[۱۲]
- اوه یون هونگ در نقش جو هه جونگ
- آن سه ها در نقش کواگ دوک کی
- کیم وو سوک در نقش جین سو یول
- یو سونگ موک در نقش نا هونگ سو
- کیم کی نام در نقش یانگ چون بیونگ
- کیم جونگ کی در نقش پارک جونگ کی
- سونگ بو گون در نقش گو گوانگ سو
- سو هی جونگ در نقش مو می سوک
- چا مین جی در نقش گو یه جی
- هونگ کیونگ این در نقش نا هیونگ جون
- پارک ته سونگ[۱۳]
- جو مین ها در نقش آن هی جین[۱۴]

#### فصل ۳
- پارک بیونگ اون در نقش کانه‌کی ماسایوکی / وو جونگ وو
- کوان یول در نقش بانگ جه سو
- سون اون سو در نقش پارک اون سو[۱۵]
- کیم وو سوک در نقش جین سو یول[۱۵]
- کیم جونگ کی در نقش پارک جونگ کی[۱۵]
- سونگ بو گون در نقش گو کوانگ سو[۱۵]
- کیم کی نام در نقش یانگ چون بیونگ[۱۵]
- یو سونگ موک در نقش نا هونگ سو
- هان گاب سو در نقش یو جه چون[۴]

سایر
- یانگ یه سونگ در نقش کانه‌کی یوکیکو
- جونگ کی سوپ در نقش سوزوکی
- جونگ یی سو در نقش کوان سه یونگ
- ایم بیونگ گی در نقش پدر یوکیکو
- هونگ سو هی در نقش می هه
- پارک دونگ ها در نقش کارآگاه ریوجی
- کیم ده گون در نقش سونگ
- جونگ ته یا در نقش جو یونگ چون
- هام سونگ مین در نقش پیو هیون سو
- کیم جی سونگ در نقش یوم می جونگ
- کارسون آلن در نقش تینا
- یانی کیم در نقش پرتیوی
- پارک میونگ شین در نقش چون یون می
- کیم جین یوپ در نقش هان چو رونگ
- چوی سونگ یون در نقش اوه جین شیک (قسمت ۷–۸)

#### فصل ۴
- لی یی دام در نقش جو سونگ آه[۱۶]
- لی کیو هیونگ در نقش دونگ بانگ مین[۱۷][۱۸]
- کانگ سونگ یون در نقش هان وو جو[۱۹]
- سون اون سو در نقش پارک اون سو[۲۰]
- گیل هه یون در نقش گام جونگ سوک[۲۱]
- بک سونگ هیون در نقش شیم ده شیک[۲۲]

سایر
- هان جونگ هون در نقش چاد لی[۲۳]
- چه وون بین در نقش گونگ سو جی[۲۴]
- جو هیون وو در نقش چوی گونگ پیل[۲۵]
- چوی جی یون در نقش گام سون[۲۶]
- سون کیونگ وون در نقش گونگ چان سوک[۲۷]
- کیم یونگ هون در نقش جانگ هیو جون[۲۸]
- کیم شی اون در نقش کوان ست بیول[۲۹]
- شین سو هیون در نقش مین هه رین[۲۹]
- چا سه یونگ در نقش چه یون[۲۹]
- چو جه ریونگ در نقش کانگ مان هو[۲۹]
- جانگ هانگ سون در نقش دونگ‌بانگ هون یوپ[۳۰]

### حضور ویژه
| - جو جه یون (قسمت ۱) - لی جون هیوک (قسمت ۱) - پارک هیو جون در نقش افسر پلیس - کیم یون آه (قسمت ۹) - کیم هیونگ کیو (قسمت ۹) - کیم کوان (قسمت ۱۶) | - لی هه یونگ در نقش جانگ کیونگ هاک (قسمت ۱–۲) - جانگ هی جونگ در نقش بک می جا / وانگ اوک ریو (قسمت ۴–۵) - لی سانگ یی در نقش وانگ کو (قسمت ۶–۷) - پارک اون سوک در نقش گو دیوید (قسمت ۶–۷) - یو هه این در نقش دختر زامبی (قسمت ۷) - لی جونگ شین در نقش لی جه ایل (قسمت ۸) - جه هی در نقش سون هو مین (قسمت ۸–۹) | - آن سه ها در نقش کواک دوک کی (قسمت ۲–۳) - هو سونگ ته در نقش مخبر - لی ته ری در نقش تومویوکی (قسمت ۲) - لی یونگ وو در نقش فوجی‌یاما کویی‌چی | - کیم یه اون در نقش دختر در داستانِ ها اون (قسمت ۲) - کوان یول در نقش بانگ چه سو (قسمت ۱۴) |

## تولید

### توسعه و بازیگران
در ۲ نوامبر ۲۰۱۷، منبعی از اوسی‌ان، تولید فصل دوم صدا را تأیید کرد. در ۱۷ آوریل ۲۰۱۸، تأیید شد که لی هانا دوباره به عنوان بازیگر نقش اول زن و لی جین ووک به عنوان بازیگر نقش اول مرد جدید به بازیگران فصل دو پیوستند. اوسی‌ان گزارش کرد که فصل سوم در نیمهٔ دوم سال ۲۰۱۹ پخش خواهد شد و بازیگران لی هانا و لی جین ووک دوباره به عنوان نقش اصلی زن و مرد انتخاب شدند. نخستین جلسه فیلمنامه خوانی در تاریخ ۲۳ مه ۲۰۱۸ در استودیو دراگون در سانگام دونگ، سئول، کره جنوبی انجام شد. در طی کنفرانس مطبوعاتی فصل دوم، کارگردان لی سونگ یونگ بیان کرد که این فصل ۱۲ قسمت خواهد داشت زیرا نویسنده فصل ۲ را به همراه فصل ۳ در ذهن خود نوشته است.
در سپتامبر ۲۰۱۸ اوسی‌ان رسماً تأیید کرد که فصل سوم در نیمهٔ اول سال ۲۰۱۹ روی آنتن خواهد رفت. بعداً گزارش شد که لی هانا و لی جین ووک دوباره نقش‌های اصلی خود را ایفا خواهند کرد. نخستین جلسهٔ فیلمنامه خوانی در فوریه ۲۰۱۹ در استودیو دراگون در سانگام دونگ، سئول، کره جنوبی انجام شد.